# 長浜町 (宇土市)
長浜町（ながはままち）は熊本県宇土市の町丁。旧肥後国宇土郡長浜村、宇土郡網田村大字長浜、宇土市大字長浜。郵便番号は869-3171。人口は785人、世帯数は368世帯（2024年3月31日現在）。丁目を持たない単独町名である。住居表示は全域で未実施。

## 地理
市の西部で有明海沿岸に位置している。北側で有明海、北東で住吉町、東で網津町、南東で網引町、南側で上網田町と接している。有明海の沿岸部に沿って国道57号や三角線が通っており、当地には肥後長浜駅が存在する。
また当地には小池、長浜東、長浜中、長浜西の一、長浜西の二、浦小松、笠瓜の行政区が設置されている。

### 小字
1871年（明治4年）時点での小字は以下の通り。
- 小池（をいけ）
- 多出迫（たでのさこ）
- 井崎（ゐざき）
- 牧道（まきのみち）
- 除平（よけのひら）
- 東（ひがし）
- 西（にし）
- 小松（こまつ）
- 新地（しんち）
- 浦（うら）
- 大迫（おほざこ）
- 亀迫（かめざこ）
- 十郎迫（じうらうざこ）
- 南平（みなみひら）
- 鍋倉（なべくら）
- 南笠瓜（みなみかさうり）
- 北笠瓜（きたかさうり）
- 要（かなめ）
- 旧牧神（きうまきじん）
- 着到場（ちゃくたうば）
- 小池平（こいけびら）

## 歴史
長浜という地名は南北朝時代から見られる。貞治5年に二条良基の家にて行われた歌合を記した『年中行事歌合』にて腹赤御贄と題する四辻善成の歌には「はつ春の千代のためしの長浜につれるはらかも我君のため」とある。腹赤御贄の由来となったのは景行天皇が当地に寄った際、住民が腹赤という魚を奉った事によるとされる（腹赤の奏の項も参照）。また、かつては郡浦手永に属しており、小村に浦村、笠瓜村が見える。笠瓜村の地名の由来は景行天皇の巡視の際に住民が瓜を笠に盛って献じた事によるという説がある。
1694年（元禄7年）の調査では、村高一八六石余り、田畑畝数一七町余りあるのに対し、田方は九反余りが海岸部の新地として存在するのみであった。船数は19艘あり、漁業よりも近海での小取引が盛んであった事が認められる。

### 島原大変肥後迷惑による被害
寛政4年4月1日の島原大変肥後迷惑では津波の影響により郡浦手永は、被害を受けた飽田郡、玉名郡、宇土郡の手永の中で玉名郡荒尾手永に続き二番目に甚大な被害を受けた。また、郡浦手永内で見ると戸口浦村と長浜村における被害が突出しており、流出家屋105軒、溺死390人という惨事となった。長浜村単体の被害について後年郡代は、
と記している。以下の表は1791年（寛政3年）、1815年（文化12年）、1837年（天保8年）間の長浜村の村勢の推移を示したものである。
| 年                 | 人数  | 牛馬数  | 働男女数 | 竃数  |
| ------------------ | ----- | ------- | -------- | ----- |
| 1791年（寛政3年）  | 500人 | 20頭    | 223人    | 115軒 |
| 1815年（文化12年） | 248人 | 借牛8頭 | 147人    | 60軒  |
| 1837年（天保8年）  | 335人 | 不記載  | 不記載   | 58軒  |

人口は津波後に半減したものの、22年後には335人まで回復している。津波の前は20頭いた牛馬は全頭が流されており、牛を借りてでも利用するという姿勢が人口を回復させるに至ったとわかる。

### 救済措置
寛政4年には川尻御蔵に納入されるはずだった長浜村の小麦年貢を全額納入免除した。津波後まもなく流出家屋に対して家屋の援助があったとされるが、史料的には郡浦手永よりも比較的被害の小さかった松山手永の救済策のほうが目立つ。このように郡浦手永が目立った策を打ち出せなかったのは惣庄屋の病気と借銭返済の停滞による。熊本藩当局は寛政6年から寛政12年までの七年で銭30貫を貸し付け、天明5年の借銭の返済と津波被害復旧に充てさせた。しかし、郡浦手永ではさらなる借銭を抱えたのに加え、疫病の流行が発生した事により、三角浦村や長浜村は零落村となった。零落村となった村に対して年中行事の制限などをかけ、倹約させた。

### 沿革
- 江戸時代頃 - 宇土郡長浜村。
- 1889年（明治22年） - 網田村の大字となる。
- 1958年（昭和33年） - 所属が宇土市となる。
- 1966年（昭和41年） - 長浜から長浜町に変更される。

### 地名の由来
長く広い砂浜の地形によるとされる。

## 人口と世帯数
2024年（令和6年）3月31日現在の世帯数と人口は以下の通りである。
| 町丁   | 世帯数  | 人口  |
| ------ | ------- | ----- |
| 長浜町 | 368世帯 | 785人 |

### 行政区ごとの人口
行政区ごとの人口は以下のようになる。
| 行政区     | 世帯数  | 人口  |
| ---------- | ------- | ----- |
| 小池       | 56世帯  | 132人 |
| 長浜東     | 82世帯  | 193人 |
| 長浜中     | 47世帯  | 101人 |
| 長浜西の一 | 52世帯  | 106人 |
| 長浜西の二 | 74世帯  | 139人 |
| 浦小松     | 56世帯  | 108人 |
| 笠瓜       | 4世帯   | 6人   |
| 計         | 368世帯 | 785人 |

### 人口の変遷
| 統計年             | 統計年 | 人口  | 人口 |
| ------------------ | ------ | ----- | ---- |
| 1995年（平成7年）  | [ 9 ]  | 1,292 |      |
| 2000年（平成12年） | [ 10 ] | 1,208 |      |
| 2005年（平成17年） | [ 11 ] | 1,103 |      |
| 2010年（平成22年） | [ 12 ] | 1,030 |      |
| 2015年（平成27年） | [ 13 ] | 903   |      |
| 2020年（令和2年）  | [ 14 ] | 779   |      |

## 小・中学校の学区
市立小・中学校に通う場合、学区は以下の通りとなる。
| 町丁 | 小学校             | 中学校             |
| ---- | ------------------ | ------------------ |
| 全域 | 宇土市立網田小学校 | 宇土市立網田中学校 |

## 交通

### 道路
- 国道53号

### 鉄道
- JR九州三角線
  - 肥後長浜駅

### バス
- 産交バス
  - 宇土駅前→赤瀬～東港→三角産交

## 施設
- 肥後長浜駅
- 浦天満宮
- セブンイレブン 宇土長浜町店